# 브로카 영역

대뇌좌반구 (left side view) 전방쪽(front)의 브로카 영역 (Broca)과 후방쪽(back) 베르니케 영역(Wernicke)

브로카 영역(Broca's area)은 좌반구 전두엽에 존재하는 뇌의 특정 부위로 언어 생성을 제어하고 말을 하는 기능을 담당하고 있다. 브로카 영역은 인류가 호모 하빌리스였을 때부터 발달해온 것으로 추측된다.
이는 프랑스의 인류학자, 외과의사이자 신경해부학자인 폴 피에르 브로카(Paul Pierre Broca)에 의해 밝혀져 브로카영역이라 명명되었다.

## 위치
브로카 영역은 대뇌피질 전두엽에 있는 하전두회의 판개부(pars opercularis)의 뒷부분과 삼각부(pars triangularis)의 앞부분에 위치한다. 이때 통상적으로 좌반구의 것만 브로카 영역이라고 하는데, 이는 베르니케 영역도 동일하다. 브로드만 영역으로는 44번과 (논란이 있지만) 45번이 이에 속한다. 브로카는 베르니케 영역과 대뇌궁상섬유로 연결되어 있다. 마카크의 상동 부위는 조음기관과 얼굴 근육의 고차원적 조절을 담당한다.

### 부위
브로카 영역은 해부학적으로 anterior ascending ramus를 기준으로 앞쪽의 삼각부와 뒷쪽의 판개부로 나뉜다.
- 삼각부: 다중 모드 자극으로 인해 촉발된 언어행위의 계획을 담당하는 것으로 여겨진다.

- 판개부: 단일 모드 자극에 대한 처리나 운동피질에 가깝기 때문에 음성언어 산출을 위한 발성기관의 조정을 담당한다고 여겨진다.

## 브로카 실어증
1861년 폴 브로카(Paul Broca)는 사망한 간질 환자를 부검하였다. 이 환자는 약 20년 동안 간질을 앓으면서 뇌 손상을 입었고, 오른쪽 신체가 마비되었으며, 말을 하지 못했다. 추후 논문에서 브로카의 환자 레보른 씨(M. Leborgne)는 ‘Tan’으로 불렸는데, 이는 이 환자가 말할 수 있는 유일한 단어들 중의 하나가 ‘Tan’이었기 때문이다. 이 환자는 tan이라는 단어를 여러 의미로 사용했고, “Tan, tan, tan, tan ∙∙∙∙∙∙”등과 같은 문장을 말하기도 했다. 레보른 씨는 말을 하는 것이 어려운데도 언어 이해 능력에서는 결함을 보이지 않았고, 지능 또한 정상 수준을 유지했다.
이 증상은 후에 폴 브로카의 이름을 따 '브로카 실어증'이라는 이름이 붙여졌다. 브로카 영역에 손상을 입은 사람들은 브로커 실어 증상을 보여 문법적으로 복잡한 문장을 만들어내는 것이 불가능해진다. 대부분 문법적 기능이 미약한 내용어로만 문장을 구성하게 된다. 환자는 대부분 자신에게 언어장애가 있음을 자각한다. 또 복잡한 특정 문장의 경우 서투르게 이해할 수 있지만, 대부분 정상적으로 이해할 수 있다.

한 가지 예시로 브로커 실어증 환자가 치과에서 병원까지 어떻게 왔는지에 대한 물음에 다음과 답하였다.
"Yes... ah... Monday... er... Dad and Peter H... (his own name), and Dad.... er... hospital... and ah... Wednesday... Wednesday, nine o'clock... and oh... Thursday... ten o'clock, ah doctors... two... an' doctors... and er... teeth... yah."
네... 음... 월요일... 어... 아빠랑 피터 H.(본인)... , 그리고 아빠랑... 어... 병원... 또 어... 수요일... 수요일, 아홉 시... 그리고 음... 목요일... 열 시, 음 의사... 두... 의사... 그리고... 이빨... 네.
브로커 실어는 베르니케 실어와 대조적이다. 칼 베르니케에 의해 명명된 베르니케 실어증은 보다 후측 영역인 좌반구의 상측두회 손상으로 일어나는데, 이 경우 언어 이해에 장애를 보인다. 따라서 베르니케 실어증 환자의 언어 산출은 비교적 자연스러운 흐름과 문법을 가짐에도 불구하고 대개의 경우 무의미한 것이 된다. 따라서 이 실어증은 감각성 실어로 분류하기도 한다.
양전자 방출 단층촬영(PET) 및 fMRI에 의해 말을 더듬을 때 브로카 영역의 활동이 저하되는 것이 발견되었다. 또한 이때 우반구 브로카 상동 영역의 활동이 증가한다. 이는 브로카 영역이 우뇌의 상동 영역을 억제하는 기능이 저하되었기 때문으로 새거되었다. 자기공명영상법을 통해 말더듬는 사람은 삼각부 부피가 작은 것으로 나타났다.

## 같이 보기
- 베르니케 영역
- 실어증
- 대뇌궁상섬유